# Pozsonyi Ádám
Pozsonyi Ádám, (1969 –) író, publicista, zenész.

## Pályafutása
Budapesten született 1969 márciusában. Képzőművésznek indult, de pályafutását megváltoztatta az underground rockzene. A 80-as és 90-es években több punk és avantgard zenekarban zenélt. Az 1994-ben alakult és azóta szórványosan működő Tekintetes úr együttes vezetője, énekese, szövegírója. Ez az együttes képviselte először Magyarországon a politikailag nem korrekt kifejezésmódot az underground zene területén. 
Írói munkássága is az underground kultúrában gyökeredzik. A 90-es évek elején fontos alakja a formálódó hazai fanzin mozgalomnak, itt születnek első novellái is.
A 2000-es évektől több politikai lap publicistája (Magyar Demokrata, Magyar Nemzet, Magyar Hírlap), ahol figyelmet kelt egyéni látásmódjával, és az abszurdot, illetve a groteszket felhasználó eszközrendszerével. Ezek a szatírikus, olykor sokkoló szövegek gyakran felháborodást és értetlenkedést váltottak ki. Tőle ered a liberálispukkasztás fogalma is, és először ötvözte a nyers, olykor szándékosan eltúlzott reakciós látásmódot az abszurd humorral.
Noha a sajtó világában azóta is folyamatosan látható, elsősorban szépírónak vallja magát. Elhatárolódik a divatos posztmodern nyelvezettől és látásmódtól, és a századforduló ködlovagjait (Rákosi Viktor, Krúdy, Lovik Károly, a Cholnokyak) tartja példaképének, de kimutatható írásművészetében Hašek és Mrozek hatása is. Írásait a köteteiben olykor saját rajzaival illusztrálja. Novellái megjelentek az Irodalmi Jelen, az Előretolt Helyőrség, a Hitel, a kultura.hu hasábjain. Tagja az Írószövetségnek. Nős, Budapesten él. 
Bognár József így ír a „Jönnek a kispolgárok” c. elbeszélésgyűjtemény utószavában: "Az elmúlt száz évben egyre tökéletesedő világunkban a magukat rosszul érző írók száma ijesztő mértékben megcsappant. Mára szinte a nullával vált egyenlővé. A magyar írótársadalom is már csak a formán vitatkozik, de a lényeget illetően nem hajlandó többre az udvari bolond szerepénél. (…) Pozsonyi Ádám életének eddigi 36 éve az őszinteségről, a gondolkodás bátorságáról szól. Publicistaként éppen úgy mint íróként nem görbe tükröt tart elénk, csak nekünk már a normális tükör tűnik görbének. A normalitás hat abszurdként. Ez voltaképp munkássága fő üzenete is.”

## Könyvei
- A Lenin-szobor helyén bombatölcsér tátong – A magyar punk története (2001, bővített: 2003)
- Hogyan pukkasszunk liberálisokat? (2003, bővített: 2006)
- Még néhány ötlet a liberálisok pukkasztásához (2004)
- Jönnek a kispolgárok. (2005)
- Göre Gábor mint filozófus (2008)
- Rebellió. Bohémregény (2009)
- Czímeres ökrök panoptikuma (2011)
- Harcra fel! (2011)
- Keskeny Károly élete és kora (2012)
- Forradalmi ostobaságok versenye (2013)
- Irgalom atyja, ne hagyj el! (2015)
- Kard ki kard! és más történetek (2017)
- Áldott berlini fal (2022)
- A túlvilági utas (2024)